# Hofgut Gassenbach

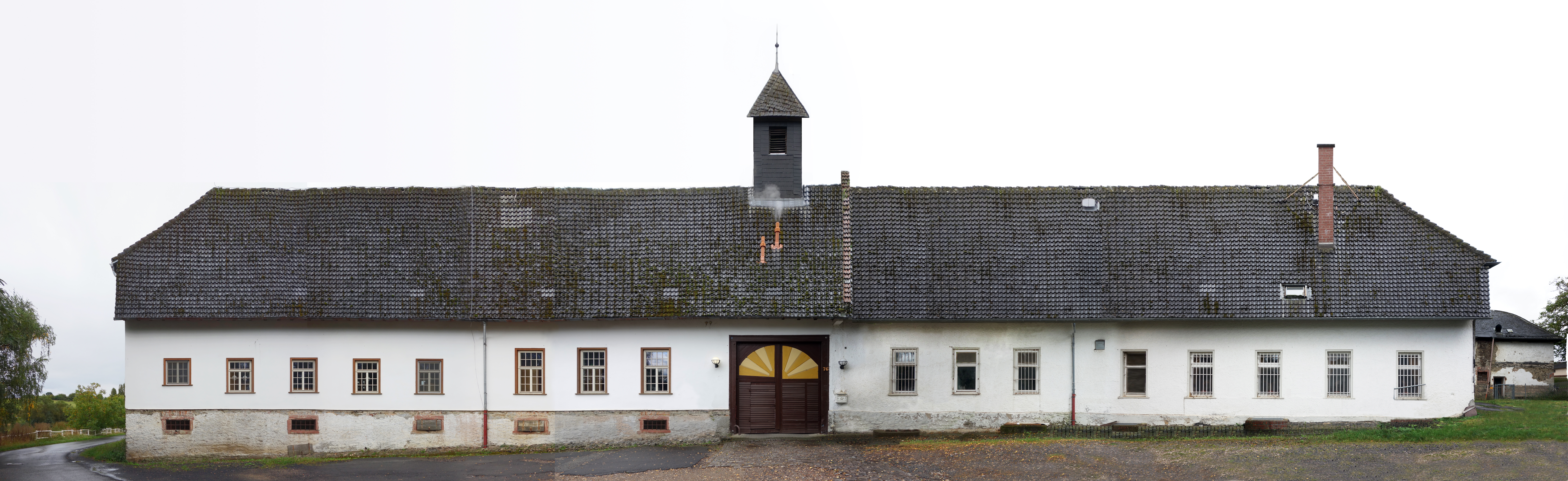
Hauptgebäude des Hofguts Gassenbach

Das Hofgut Gassenbach ist eine am südlichen Stadtrand von Idstein gelegene landwirtschaftliche Produktionsstätte, die heute von der Domäne Mechtildshausen betrieben wird. Eine ausgelagerte Gruppe der Behindertenwerkstatt des Kalmenhofs ist ebenso am Hofgut tätig. Die Anlagen des Hofguts Gassenbach stehen heute unter Denkmalschutz.

## Geschichte

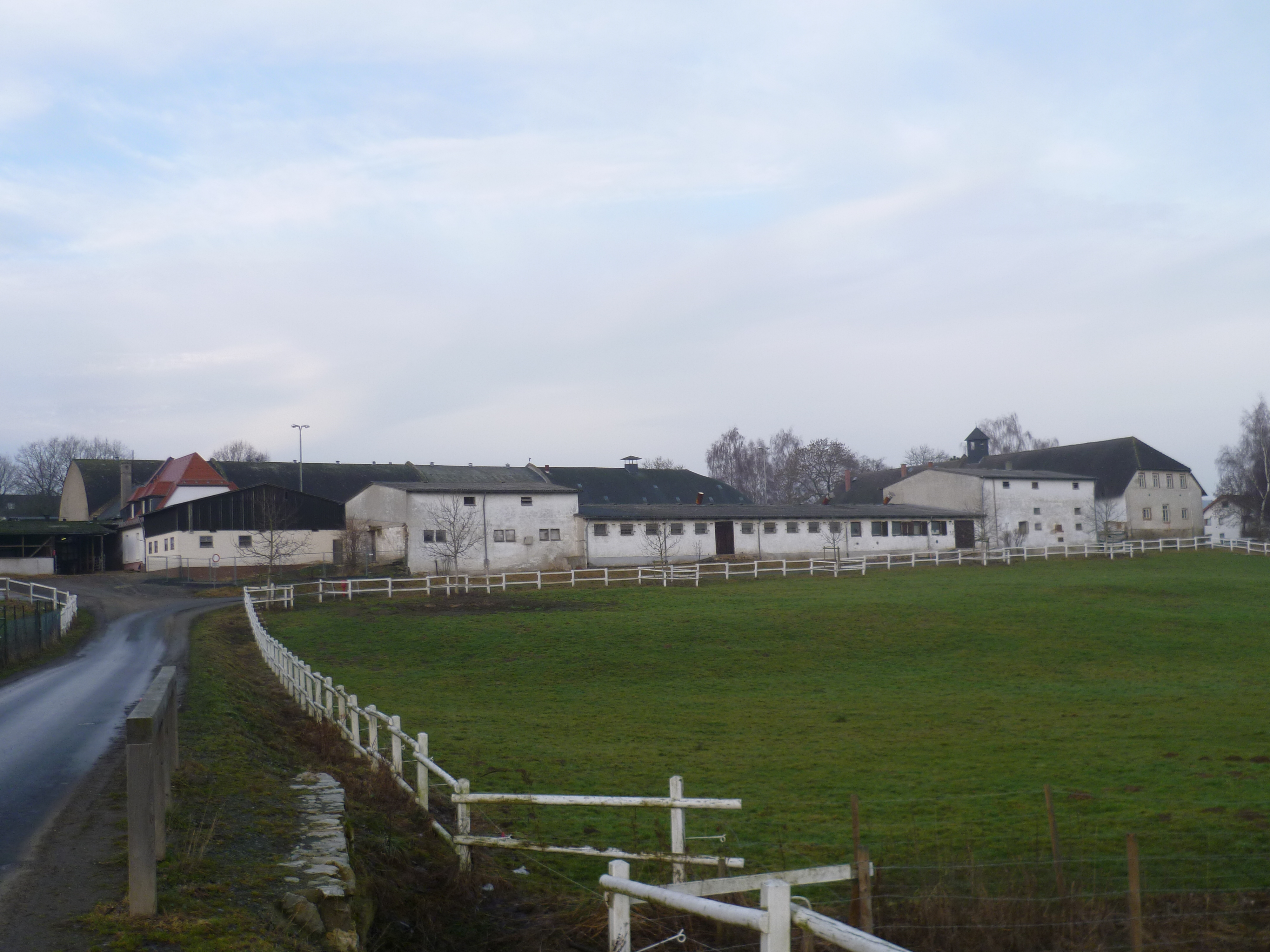
Das Hofgut Gassenbach von Osten

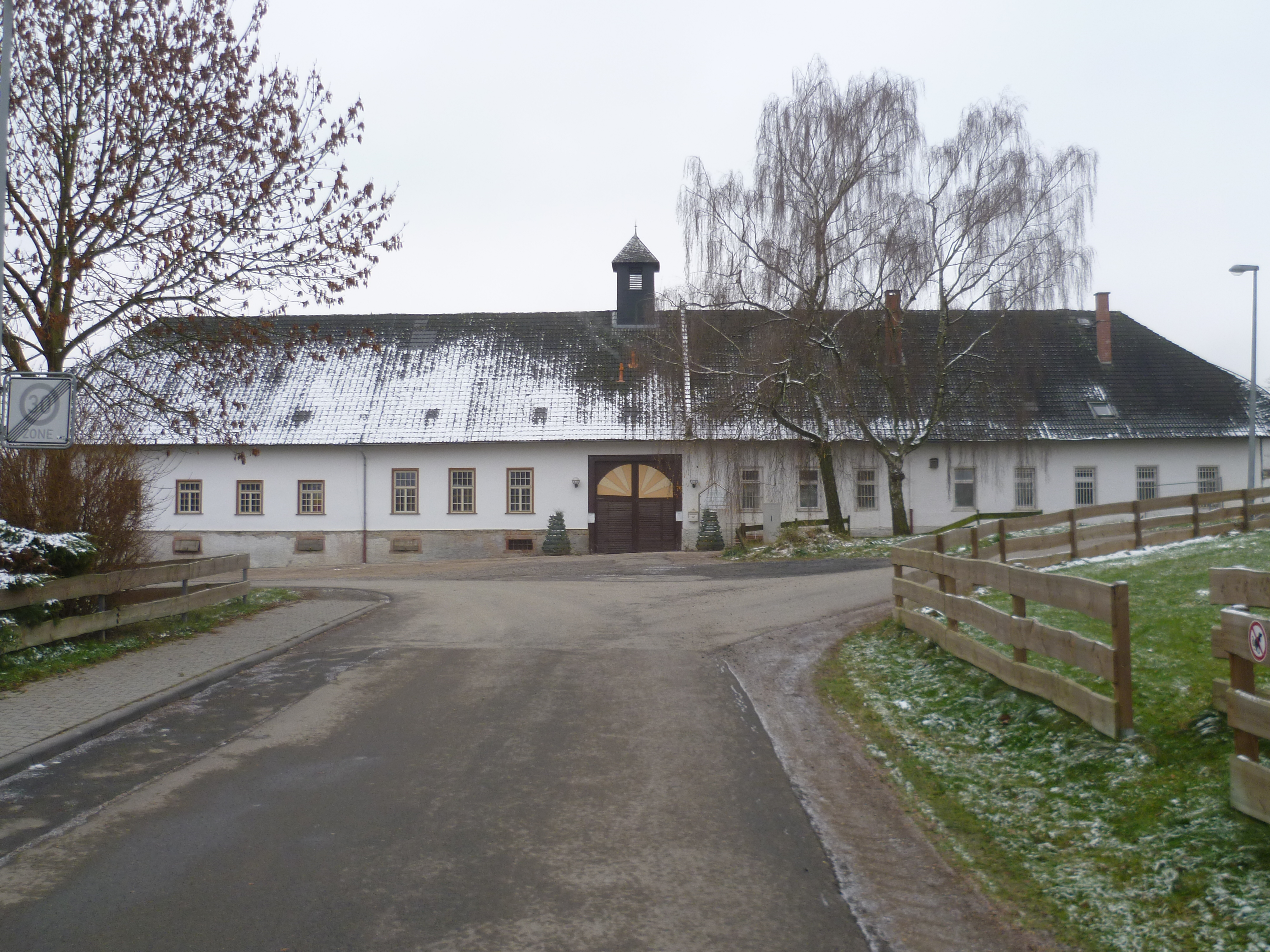
Das Hofgut Gassenbach von Norden

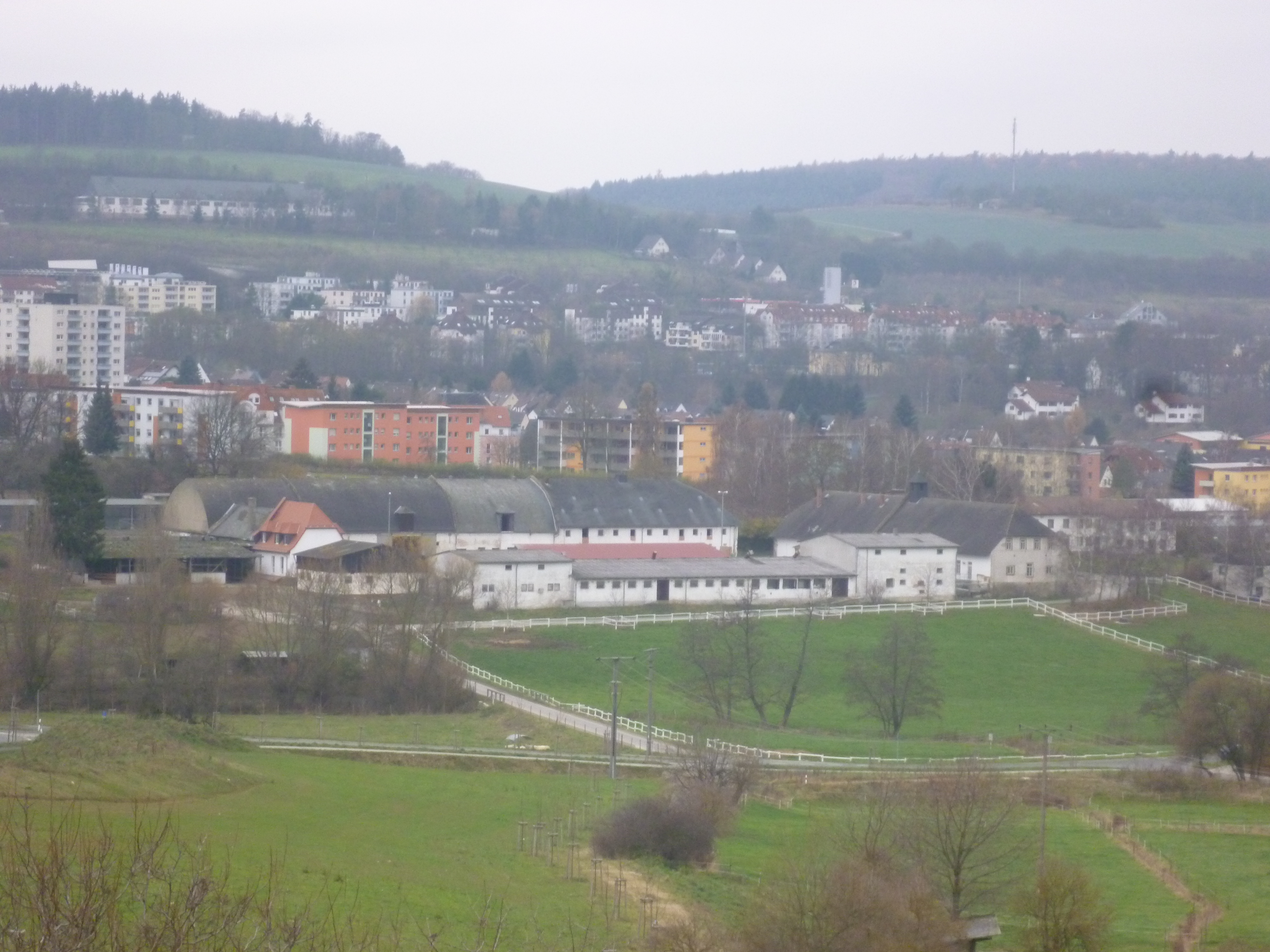
Überblick über die Anlagen des Hofguts Gassenbach vom Taubenberg her gesehen.

Die Geschichte des Hofguts Gassenbach lässt sich zurückführen bis auf das ausgestorbene Dorf Gassenbach südlich von Idstein. Dieses Dorf existierte etwa von 1250 an und wurde 1316 erstmals erwähnt. Aus diesem Dorf geht das Hofgut hervor, welches von 1662 durch den Baumeister August Rumpf umfangreich erweitert wurde.
Auf Initiative des Regierungsrates Karl Ibell erfolgte um 1812 am Gassenbacher Hofgut die Einrichtung einer Musterwirtschaft in Verbindung mit der Gründung der Landwirtschaftlichen Schule Idstein, der ersten Landwirtschaftsschule des westlichen Deutschland. Eröffnet wurde diese 1818. Direktor wurde Wilhelm Albrecht. Ziel war die Erprobung und Verbreitung neuer Bewirtschaftungsmethoden. 
1811/1812 erfolgte der Neubau des Hofhauses als Pisébau nach Plan des damaligen Bauinspektors Johann Christian Zais. In der Folgezeit wurden verschiedene Erneuerungen der Gebäude durchgeführt. 
Von 1917 an erfolgte die Verpachtung an die Stadt Frankfurt, die wiederum 1930 das Hofgut Gassenbach an die Heilerziehungsanstalt Kalmenhof weitergab. Da der Kalmenhof nach dem Zweiten Weltkrieg dem Landeswohlfahrtsverband Hessen angegliedert wurde, wechselte die Besitzschaft des Hofguts entsprechend mit. 
Seit dem Oktober 2001 übernahm die Domäne Mechtildshausen das Hofgut Gassenbach.

## Beschreibung der Anlage
Die ehemals vierseitig-geschlossene Anlage ist heute nur noch ansatzweise erkennbar. Das ehemalige Hofhaus nimmt eine Schmalseite ein. Im Westen finden sich eine Reihe von Scheunen und Stallungen mit Spitztonnendächern. Diese wurde größtenteils 1923 als Ersatz von vier abgebrannten Scheunen erbaut. Die nördliche Scheune stammt noch aus dem 19. Jahrhundert, wurde allerdings umfangreich verändert. Eine alte Wetterfahne findet sich auf der Brandwand. 
Weitere moderne Wirtschaftsgebäude finden sich als Ersatz für abgebrochene Anlagenteile. Beherbergt werden unter anderem ein Hofladen, ein Café und ein Restaurant.